# ECCO (entreprise danoise)
Pour les articles homonymes, voir Ecco.

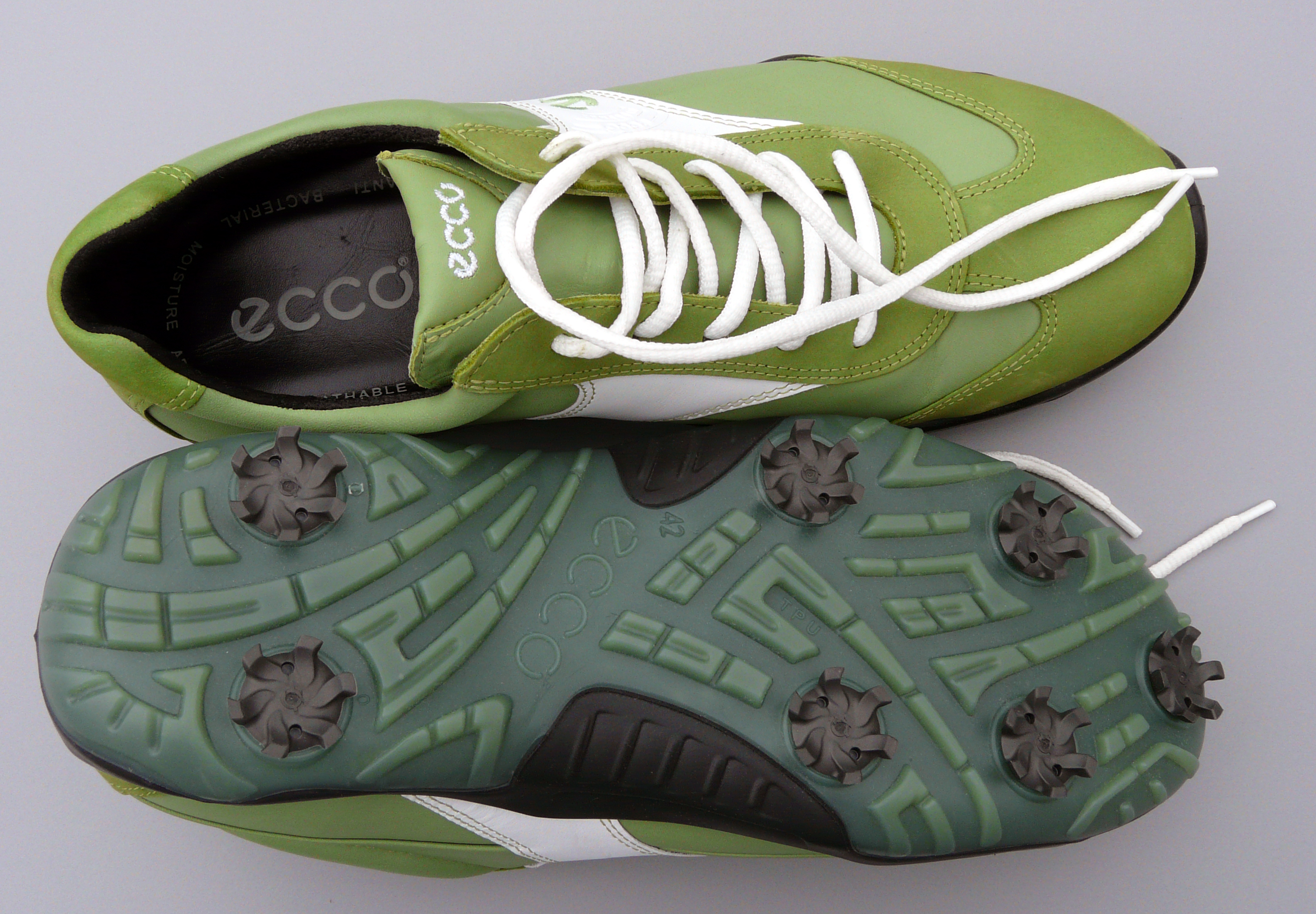
Une paire de chaussures

ECCO est une entreprise danoise de fabrication de chaussures fondée par Karl Toosbuy en 1963. C'est l'un des 5 plus importants fabricants de chaussures au monde. Ses chaussures sont vendues dans plus de 14 000 points de vente à travers le monde, dont plus de 3 300 sont des magasins ou des corners à l'enseigne de la marque.

## Histoire
ECCO a été fondé en 1963 par Karl Toosbuy dans la petite ville de Bredebro dans le sud du Danemark. Dans les années 1980, l'entreprise internationalise, et en 1982 ses ventes dépassent le million de paires par an.
ECCO a ouvert en 1996 au Danemark son propre centre de recherche et de design, appelé "Futura". Depuis 2009, le centre de R&D se situe au Portugal. À la fin des années 1990, la marque s'est lancée dans la production de cuir en ouvrant ses propres tanneries en Indonésie puis en Thaïlande. En 1998, le premier flagship ECCO a été ouvert sur Oxford Street, à Londres. Depuis les années 2000, ECCO est présent sur toutes les étapes de la fabrication et de la vente de leurs chaussures : design, production du cuir, production de la chaussure, réseau de magasins ECCO.

## Controverses
En mars 2022, ECCO a décidé de poursuivre ses activités en Russie malgré l'invasion de l'Ukraine et les importantes sanctions imposées à la Russie par les nations occidentales. En conséquence, ECCO a perdu son statut de fournisseur de la Famille royale danoise qu'il détenait depuis 30 ans.

## Sites de production
L'entreprise possède six usines de fabrication de chaussures :
- Ayutthaya (Thaïlande)
- Martin (Slovaquie)
- Binh Duong (Vietnam)
- João de Vêr (Portugal)
- Sidoarjo (Indonésie)
- Xiamen (Chine)

L'entreprise possède quatre tanneries :
- Dongen (Pays-Bas)
- Ayutthaya (Thaïlande)
- Sidoarjo (Indonésie)
- Xiamen (Chine)